# Riccardo Brayda
Riccardo Brayda (Genova, 27 dicembre 1849 – Torino, 11 ottobre 1911) è stato un architetto e ingegnere italiano, studioso d'arte e architettura piemontese medievale, noto soprattutto per il suo contributo al Borgo medievale di Torino e la costruzione di alcuni palazzi nella ex-capitale d'Italia.

## Biografia
Benedetto Riccardo Brayda, conosciuto come Riccardo Brayda, nasce a Genova nel 1849. Dopo la laurea in ingegneria civile nel 1874, presso la Regia Scuola di Applicazione per gli Ingegneri (oggi Politecnico di Torino) nel Valentino, ne integra il corpo insegnante nel 1879, dapprima come assistente di Giovanni Angelo Reycend e in seguito come aiuto professore. Per 25 anni, fino al 1892, si occupa con dedizione della cattedra di Architettura. Si ritira definitivamente dalla docenza universitaria nel 1901 per dedicarsi alla vita pubblica e alla professione di architetto.

### Architetto

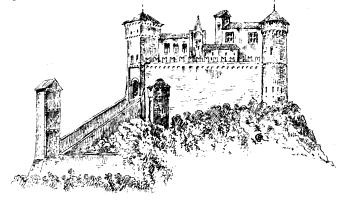
Schizzo del Castello di Avigliana di Brayda.

Brayda fin da giovane svolge l'attività di architetto come libero professionista: costruisce alcuni edifici a Torino, tra cui la casa in Corso Siccardi dell'"Associazione generale degli operai in Torino" e il Palazzo Giaccone sul corso Oporto (oggi corso Matteotti), all'angolo sud del corso Vinzaglio.
Sono suoi i progetti dell'Ospizio di Carità di Torino, il Palazzo per l'Esposizione generale italiana del 1884 e le ricerche e le ricognizioni svolte per trovare il repertorio degli edifici da riprodurre nel Borgo Medievale, di cui sarà coordinatore dei lavori sotto la supervisione di Alfredo D'Andrade.
Si dedica inoltre con passione allo studio dell'arte medievale, «prestando la sua opera assidua, disinteressata, a tutti i lavori per la costruzione nel 1893-94 e riadattamento nel 1910 del Castello e Borgo Mediovale, vanto di Torino».
Negli ultimi anni della sua vita, l'ingegnere si dedica allo studio e ai lavori di ripristino delle Porte Palatine di epoca romana ed a quelli per la facciata medievale della Chiesa di San Domenico, durante i quali si infortuna cadendo da un ponte di servizio.
A Brayda si devono anche il restauro del mastio della cittadella di Torino, la lapide dedicata a Filippo Juvarra a Superga e il fabbricato provvisorio del Panorama della Battaglia di Torino del 1706 al Valentino per il bicentenario dell'assedio.

### Assessore

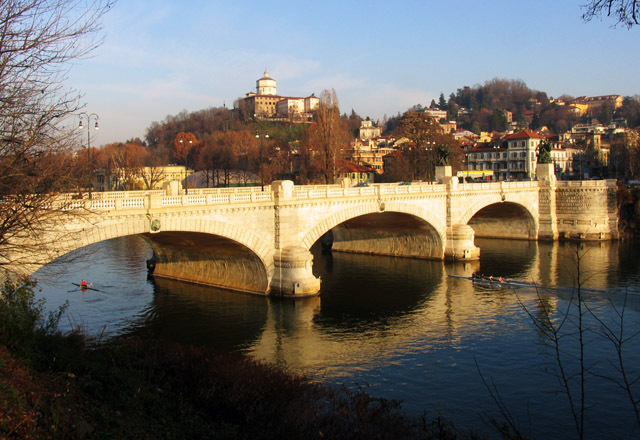
Il Ponte Umberto I nel 2006.

Nel necrologio che gli dedica Francesco Corradini viene descritto come un «gentiluomo perfetto, di bella figura, artista ed archeologo appassionato» e popolare a Torino. Dal marzo 1896, per 15 anni, siede al Consiglio Comunale; è eletto assessore comunale per l'edilizia dal 1902 al 1903, dal 1905 al 1907, e dal 1910 al 1911.
Nelle vesti di assessore del Comune Riccardo Brayda stimola lo sviluppo edilizio cittadino, occupandosi della costruzione di nuovi edifici scolastici per le scuole elementari, per l'Istituto superiore femminile in Piazza Venezia e per l'Istituto Professionale Operaio; in quest'ultimo istituto ricopre anche la carica di vice-presidente del Consiglio Direttivo.
Dà impulso ai progetti per il Regio Osservatorio Astronomico a Pino Torinese e per l'edificazione di nuovi palazzi, quali quelli di Posta e Telegrafi, Telefoni, Scuola di Guerra e Intendenza di Finanza e per lo sventramento di via Roma.
Sempre nelle veci di assessore per l'edilizia coopera alla costruzione di alcuni ponti sulla Dora Baltea, tra cui il ponte monumentale Umberto I e i relativi quattro gruppi ornamentali in bronzo, all'inaugurazione dei quali vuole assistere nel settembre del 1911, sebbene già molto deperito.
Durante i suoi mandati per evitare che i resti della cittadina romana andassero persi e sostituiti da edifici moderni fece trasportare nella sua casa di Villarbasse, dove tuttora si trovano diversi capitelli e lapidi.  
Nonostante la malattia, negli ultimi giorni della sua vita continua ad occuparsi dell'edificio destinato ad accogliere il nuovo Politecnico, auspicando di liberare gli spazi del Castello del Valentino dalle aule scolastiche poco funzionali e permetterne un riuso storico e artistico.

### Altre attività e incarichi

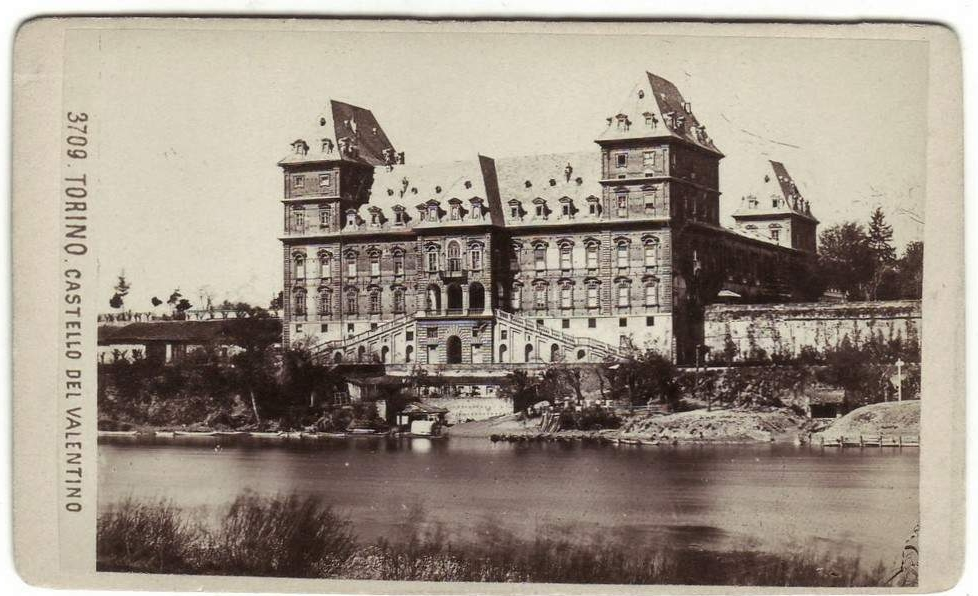
Il Castello del Valentino in una foto di Giacomo Brogi (1822-1881)

Riccardo Brayda apporta il proprio contributo anche alla "Società Cooperativa Edilizia Piemontese" ricoprendo la carica di presidente: sotto la sua presidenza le costruzioni della cooperativa passano da un valore di 250.000 L. nel 1908 a circa 2 milioni di lire per le nuove abitazioni, più salubri e modeste, del biennio 1910-1911.
Come guida dell'Unione Escursionisti Torinese, organizza numerose gite «volgarizzando le bellezze artistiche del nostro paese».
Attento alla pubblica beneficenza, è vice-presidente dell'Ospedale Infantile di Torino e presidente dell'Asilo Infantile di Villarbasse, comune d'origine della sua famiglia.
Brayda ricopre anche altre cariche nel corso della sua vita: è presidente dell'Associazione "Pro Superga", membro attivo del "Comitato del Terremoto di Messina e Reggio Calabria", ispettore governativo per la conservazione dei Monumenti nazionali, membro della Commissione esecutiva dell'Esposizione internazionale di Torino del 1911, membro dell'Accademia Albertina, della Società di Archeologia e di parecchie Commissioni municipali, è consigliere della Direzione del museo civico di Torino.
È socio, consigliere e vice-presidente per vent'anni della "Società degli Ingegneri e degli architetti in Torino", dal 1876 al 1896.

### La morte
Apprezzato e popolare nell'ambiente degli ingegneri e degli architetti torinesi e non solo, assignatario di numerose benemerenze tra cui il titolo di commendatore, Riccardo Brayda è secondo Corradini un «cittadino nella più alta delle concezioni»: alla sua morte, avvenuta l'11 ottobre 1911, riceve «dalla sua Torino il meritato tributo di riconoscenza» con un corteo funebre imponente e partecipato.
Riccardo Brayda è sepolto nella cripta di famiglia, a Villarbasse.

## Vita privata
Riccardo Brayda, sposato, ha avuto quattro figli.

## Testi
Di penna prolifica, Brayda scrive numerose opere: nel 1879 pubblica Stili di architettura di Sacken-Brayda, versione dal tedesco con note ed aggiunte della classica opera dell'archeologo Eduard von Sacken (Vienna, 3 marzo 1825- Vienna, 20 febbraio 1883), volume che ha una grande diffusione fra i giovani studenti d'allora.
Nel 1887 pubblica Ricordo di una passeggiata artistica a Sant'Antonio di Ranverso, accurato opuscolo sul Medioevo in Val di Susa.
Nel 1892 esce un suo volume in ottavo, Di alcune case mediovali torinesi, quindi nel 1898 un opuscolo in quarto, II Palazzo del Comune in Torino.
Successivamente, in collaborazione col Rondolino, dà alle stampe Le costruzioni medioevali di Villarbasse, La Chiesa di San Domenico in Torino e vari studi di architettura, tra i quali Torri e case medioevali astigiane, I dintorni di Torino, La casa del Vescovo, Visita artistica ai castelli di Rivara, La Rotta e La Gorra ed a Carignano, Visita artistica a Candelo, Gaglianico e Biella, L'alta Valsusa, La cripta di Sant'Anastasio d'Asti e Studi ed affreschi nel Regio Castello del Valentino.
Per la bibliografia completa si rimanda al Catalogo del Servizio Bibliotecario Nazionale.